# Kerakera-onna

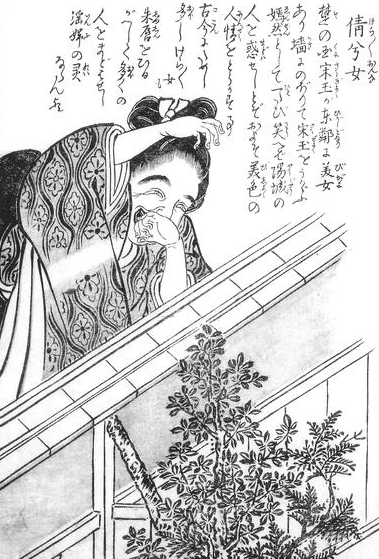
Kerakera-onna in Toriyama Sekiens Gazu Hyakki Yagyō von 1776.

Die Kerakera-onna (jap. 倩兮女; wörtl. „Kichernde Frau“ oder „Kicherfrau“) ist ein fiktives Wesen des japanischen Volksglaubens. Sie gehört zur Gruppe der Yōkai und ist als dämonische Stalkerin gefürchtet.

## Beschreibung
Die Kerakera-onna wird als gigantische, fast den gesamten Himmel bedeckende Frau beschrieben. Sie zeigt sich zunächst nicht, aber ihr hämisches Kichern ist deutlich zu hören. Sie steigt ihrem Opfer nach und kichert, bis dieses sich verstört und genervt umdreht, dann zeigt sie ihr Gesicht und lacht höhnisch. Sie soll übertrieben geschminkt sein und ihr Mund wirkt unnatürlich groß. Das Opfer läuft meist panisch davon und wird bis zur Erschöpfung von der Kerakera-onna gehetzt. Abweichende Geschichten behaupten, man werde wahnsinnig, wenn man ihr Lachen höre, und das Opfer fange an, selbst unkontrolliert zu lachen. Die Kerakera-onna selbst fügt dem Opfer keinerlei physischen Schaden zu, sie lebt allein von der Angst des Menschen, belästigt, verfolgt und ausgelacht zu werden.

## Hintergrund
Beschrieben und abgebildet wird die Kerakera-onna unter anderem in dem berühmten Werk Gazu Hyakki Yagyō (画図百鬼夜行; Bilderbuch der Nachtparade der 100 Dämonen) des Autors und Zeichners Toriyama Sekien aus dem Jahr 1776. Sekien merkt an, dass ihm Geschichten um die „Kicherfrau“ in Liederform schon häufiger zugetragen worden seien. Bei seiner Version der „Kicherfrau“ ließ Sekien sich offenbar von frühchristlicher chinesischer Literatur inspirieren: vom Sammelband Wen Xuang (文選) des Prinzen und Philosophen Xiao Tong aus dem Jahr 520 n. Chr. Darin findet sich die Anekdote um eine junge Frau aus der Provinzstadt Yangcheng, die dem Autor schmachtend nachgestiegen sei (sehr zu dessen Missfallen). Sie habe ständig kirchernd über Stadtmauern und Balustraden gelugt und sei dabei so penetrant gewesen, dass sich selbst die Anwohner über sie beklagt hätten. Sie sei dem Prinzen selbst nach ihrem Tod weiter nachgestiegen.
Die Kerakera-onna wird dem Genre der rachsüchtigen Geisterfrau zugeordnet. Sie fällt damit in dieselbe Kategorie wie andere bekannte Dämonenfrauen, wie zum Beispiel die Kuchisake-onna, die Hone-onna und die Taka-onna. Wie auch die drei vorgenannten Wesen gehört die Kerakera-onna zu jenen weiblichen Yōkai, die vorgeblich besonders Rotlichtviertel heimsuchen sollen. Gerüchte und Anekdoten um rachsüchtige Geisterfrauen erfreuten sich besonders im 18. Jahrhundert während der Edo-Zeit und der Meiji-Zeit in sogenannten Yūkaku (遊廓), lizenzierten und damit legalen Rotlichtvierteln, großer Beliebtheit.